# Реляційне числення
Реляційне числення складається з двох числень, реляційного числення кортежів і реляційного числення доменів, які є частиною реляційної моделі баз даних і надають декларативний спосіб задання запитів до бази даних.